# Whistler Film Festival
O Whistler Film Festival (WFF) é um festival de cinema anual realizado em Whistler, British Columbia, Canadá. Criado em 2001, o festival é realizado na primeira semana de dezembro e inclui seções competitivas, como Borsos Awards e Pandora Audience Award.

## Prêmios
- Borsos Competition para a Melhor longa-Metragem Canadense
- Melhor Performance
- Melhor Roteiro
- Melhor Diretor
- Melhor Documentário
- Melhor Curta
- Melhor Roteiro Canadense
- Pandora Audience Award